# Hrabstwo Potter (Pensylwania)

Piramida wieku hrabstwa

Hrabstwo Potter (ang. Potter County) – hrabstwo w stanie Pensylwania w USA. Hrabstwo zajmuje powierzchnię lądową 2 800,22 km². Według szacunków US Census Bureau w roku 2006 liczyło 17 568 mieszkańców. Siedzibą hrabstwa jest miasto Coudersport.